# Lufthoheit
Die Lufthoheit folgt aus der staatlichen Souveränität und beschreibt das grundsätzliche Recht eines Staates, die Benutzung seines Luftraumes eigenständig zu regeln (Luftfahrtrecht = Luftverkehrsrecht = Luftrecht), in Deutschland beispielsweise durch das Luftverkehrsgesetz. Luftpolizeiliche Maßnahmen, wie zum Beispiel Überwachungsflüge, werden durch für diese Aufgaben bereitgehaltene Jagdflugzeuge wahrgenommen.  
Der Luftraum über dem gesamten Land- und Seegebiet eines Staates gehört zum Hoheitsgebiet. Der nationale Luftraum entspricht in seiner Ausdehnung daher für gewöhnlich dem Grenzverlauf. Teile des Luftraums können auch an andere Staaten zur Nutzung abgetreten werden. Der Einflug in den Luftraum eines UN-Mitgliedsstaates bedarf bei Zivilflugzeugen keiner Genehmigung (Chicagoer Abkommen über die internationale Zivilluftfahrt).
Die Obergrenze des Luftraums ist rechtlich nicht eindeutig bestimmt. Die gängigen Grenzen (etwa Kármán-Linie) sind für die Abgrenzung des der Lufthoheit unterliegenden Luftraums vom hoheitsfreien Weltraum völkerrechtlich nicht relevant. Die rechtliche Grauzone erstreckt sich zwischen 60 und 110 km über der Erdoberfläche. Unterhalb von 60 km kann man den Luftraum zweifelsfrei als zum darunter liegenden Staatsgebiet zugehörig erachten, ab 110 km handelt es sich zweifelsfrei um staatsfreien Raum.
Vom völkerrechtlichen Begriff der Lufthoheit ist der (umgangssprachlich manchmal damit verwechselte) kriegstaktische Begriff der Luftherrschaft (absolute Luftüberlegenheit) abzugrenzen. So kann beispielsweise in einem bewaffneten Konflikt ein Staat seine Lufthoheit nicht mehr ausüben, wenn über seinem Staatsgebiet ein anderer Staat die Luftherrschaft errungen hat.